# Paloma blanca
Singles de George Baker Selection
Sing a Song of Love
(1974) Morning Sky
(1975)
Paloma blanca est une chanson du groupe néerlandais George Baker Selection, parue sur l'album du même nom. Elle est sortie en mars 1975 comme premier single de l'album sur le label Negram et Warner Bros. Records à l'international. La chanson est écrite par George Baker sous son vrai nom, Johannes Bouwens.
La chanson atteint la première place des hit-parades de plusieurs pays à travers le monde, dont ceux notamment de l'Allemagne, les Pays-Bas, la Nouvelle-Zélande et l'Afrique du Sud et s'est classée aux États-Unis où elle atteint la 26e place du Billboard Hot 100 et le Canada où elle se classe à la 10e position du Top Singles.

## Thème et composition
Baker explique que la chanson parle d'un « pauvre fermier sud-américain qui travaille dur toute la journée, puis s'assoit près d'un arbre et rêve d'être un oiseau blanc et libre ».
Lors de l'émission Ali B op volle toeren de la TROS diffusée en 2012, George Baker raconte qu'il avait acheté une flûte à bec au début de l'année 1975 et qu'un jour, dans le jardin d'hiver de sa maison de Wormerveer (Hollande-Septentrionale), il avait soudainement entendu l'air d'un oiseau et avait très vite écrit la chanson, en s'inspirant du chant d'oiseau. Il a ensuite ajouté que la chanson est synonyme de gaieté et de liberté.

## Accueil commercial
La chanson a été un succès en Europe, atteignant la première place en Allemagne, en Autriche, en Finlande, en Flandre, aux Pays-Bas, en Suède et en Suisse, et elle a également figuré en tête des hit-parades de Nouvelle-Zélande et d'Afrique du Sud.
Aux États-Unis, la chanson se classe numéro un au classement Billboard Easy Listening le 14 février 1976 (et atteint également la première place de ce classement pour toute l'année 1976), se classe numéro 26 au Billboard Hot 100 et atteint la 33e place au Billboard Hot Country. Au Canada et au Royaume-Uni, Paloma blanca a atteint la dixième place, et en Australie, la deuxième place. La chanson s'est vendue à plus de deux millions d'exemplaires dans le monde.

## Liste des pistes
| A. | Paloma blanca | 3:27 |
| B. | Dream Boat    | 4:25 |

## Crédits
- George Baker – chant, paroles, musique, production
- John Sonneveld – ingénieur du son
- Chris van de Vooren – photographie

Crédits adaptés des notes d'accompagnement.

## Classements et certifications
| Classement (1975–1976)                  | Meilleure position |
| --------------------------------------- | ------------------ |
| Afrique du Sud (Springbok Top 20)       | 1                  |
| Allemagne de l'Ouest (Media Control)    | 1                  |
| Australie (Kent Music Report)           | 2                  |
| Autriche (Ö3 Austria Top 40)            | 1                  |
| Belgique (Flandre Ultratop 50 Singles)  | 1                  |
| Belgique (Wallonie Ultratop 50 Singles) | 6                  |
| Canada (Top Singles)                    | 10                 |
| Canada (Adult Contemporary Tracks)      | 1                  |
| Canada (Country Tracks)                 | 36                 |
| Danemark (IFPI)                         | 15                 |
| Espagne (El Gran Musical)               | 2                  |
| États-Unis (Hot 100)                    | 26                 |
| États-Unis (Easy Listening)             | 1                  |
| États-Unis (Hot Country Singles)        | 33                 |
| États-Unis (Cash Box Top 100)           | 22                 |
| Finlande (Suomen virallinen lista)      | 1                  |
| Italie (Germano Ruscitto)               | 10                 |
| Pays-Bas (Nederlandse Top 40)           | 1                  |
| Pays-Bas (Nationale Hitparade)          | 1                  |
| Norvège (VG-lista)                      | 1                  |
| Nouvelle-Zélande (RMNZ)                 | 1                  |
| Suède (Sverigetopplistan)               | 1                  |
| Suisse (Schweizer Hitparade)            | 1                  |
| Royaume-Uni (UK Singles Chart)          | 10                 |

| Classement (1975)                    | Position |
| ------------------------------------ | -------- |
| Allemagne de l'Ouest (Media Control) | 1        |
| Afrique du Sud (Springbok Top 20)    | 6        |
| Australie (Kent Music Report),       | 11       |
| Autriche (Ö3 Top 40)                 | 2        |
| Belgique (Flandre Ultratop 50)       | 1        |
| Pays-Bas (Nederlandse Top 40)        | 1        |
| Pays-Bas (Nationale Hitparade)       | 1        |
| Nouvelle-Zélande (RIANZ)             | 4        |
| Suisse (Schweizer Hitparade)         | 2        |

| Classement (1976)                       | Position |
| --------------------------------------- | -------- |
| Australie (Kent Music Report)           | 94       |
| Canada (Top Singles)                    | 110      |
| États-Unis (Easy Listening)             | 1        |
| États-Unis (Joel Whitburn's Pop Annual) | 157      |

## Version de Patricia Lavila
Singles de Patricia Lavila
Pour toi c'est rien, pour moi c'est tout
(1974) Encore amoureuse
(1975)
La chanteuse française Patricia Lavila reprend Paloma blanca sur des paroles adaptées en français par l'auteur-compositeur Michel Jourdan,,. Sa version est sortie en 1975 sur le label Riviera.

### Liste des pistes
| A. | Paloma blanca              | 3:17 |
| B. | Un garçon ça ne pleure pas | 3:00 |

### Crédits
- Michel Jourdan – paroles, adaptation
- Johannes Bouwens – composition
- Raymond Donnez – direction musicale
- Patrick Vilaret – direction artistique
- Alain Marouani – photographie

### Classements
| Classement (1975)                       | Meilleure position |
| --------------------------------------- | ------------------ |
| Belgique (Wallonie Ultratop 50 Singles) | 25                 |
| France (IFOP)                           | 39                 |